# Ayaş
Pour les articles homonymes, voir Ayas.
Ayaş est une ville et un district de la province d'Ankara dans la région de l'Anatolie centrale en Turquie.

## Démographie
Le canton a connu une acmé démographique dans les quinze dernières années du XXe siècle. L'exode rural qui commence dans les années 2000 est massif et se traduit par un déclin démographique que compense partiellement la concentration urbaine.

## Histoire
L'actuelle ville est sise au nord de l'antique Galatie, entre l'ancien territoire des Tolistoboges à l'ouest et celui des Tectosages à l'est.
Ayaş est le nom que s'est donné un regroupement en un village de fractions de clans Bayat (en), Afshars, Pétchénègues, Kiptchaks et Kargın.
En 1554, Ayaş est érigé en métropole d'un sandjak. En 1864, la ville acquiert le statut de caza au sein du vilayet d'Ankara. Au début du XXe siècle, elle compte huit écoles primaires, deux écoles secondaires et un institut de formation supérieure.

### Génocide arménien
Le 1er mai 1915, tard dans la soirée, sont amenés en chariots depuis la gare de Sincan, qui est en banlieue est d'Ankara, soixante et onze des intellectuels arméniens arrêtés à Constantinople lors de la rafle du 24 avril qui inaugure le génocide arménien. Ils sont enfermés dans l'étable de l'ancienne caserne, une pièce unique de sept mètres sur quatorze aux fenêtres barrées de poutres dans lequel il n'y a aucun mobilier. Il n'y a qu'un seul robinet et un seul cabinet. Durant un peu moins de trois mois, Ayaş devient le premier centre d'extermination du premier génocide du vingtième siècle.
Jusqu'au 15 juin, date de la pendaison de vingt activistes arméniens à Constantinople, les détenus n'ont pas conscience du danger de mort. Shavarsh Krissian, promoteur de l'olympisme arménien, organise des séances de gymnastique sous l'œil perplexe des gardiens. Les exécutions se font au jour le jour, un appelé après l'autre, loin de la prison, dans un ravin des environs d'Ankara.
Journalistes internés au camp d'Ayach et exécutés à Ankara
- Dikran Tcheugurian
- Krikor Torosian (en)
- Kégham Parseghian

Quelques autres détenus d'Ayach exécutés à Ankara
- Yenovk Shahen (en), acteur
- Melkon Guiourdjian (en)

Détenus partis du camp d'Ayach le 5 mai et exécutés le 2 juin à Karacaören en Commagène par les escadrons de la mort Organisation spéciale de Cherkes Ahmet
- Karekin Khajag, journaliste
- Sarkis Minassian journaliste
- Roupen Zartarian, journaliste
- Khachatour Maloumian (en), journaliste
- Haroutioun Djangulian (en), historien

Dix détenus seront libérés. Seuls cinq des autres, six selon d'autres sources, survivront, dont Yervant Odian et le père Komitas, qui est transféré à Chankiri. Parmi les victimes, le docteur Garabed Pashayan Khan et le juriste Haroutioun Chahrigian (en) ont été torturés avant d'être exécutés.